# 唯野朱里
唯野朱里（日语：／ Tadano Akari，3月18日—）是一名日本女性聲優，出身於東京都，INTENTION所屬。

## 簡歷
2017年起參加聲優事務所INTENTION的研習班，並於2020年4月1日正式加入該事務所となる。

## 生平
學生時期曾加入輕音樂社，因此會彈吉他。相比電吉他，更偏好原聲吉他。在私下，她喜歡彈奏搖滾樂團Creep Hyp的歌曲。
國中時，唯野朱里的地理老師曾表示：「記住最長位數圓周率的人可以獲得一定的學分。」，她因此將手機密碼設為圓周率以加深記憶，出道後仍能背誦約15位數的圓周率。

## 演出作品
※粗體字為主要角色。

### 電視動畫
2019年
- 萌獸寵物店（女1）
- 炎炎消防隊（學生）
- 遊戲王VRAINS

2020年
- 萌可魯玩偶貓（粉絲俱樂部部員、妖精F）
- A3!（小孩）
- 池袋西口公園（路人）
- 辣妹與恐龍（播音員）

2021年
- 轉生成蜘蛛又怎樣！
- 搖曳露營△ SEASON2（披薩店店員）
- 花樣滑冰Stars（小孩）
- 弱角友崎同學（隊友）
- 遊戲王SEVENS（游佳）
- 陰晴不定的體操哥哥（小孩、母、母親）
- 藍色時期（考官）

2022年
- 戀上換裝娃娃（學生）
- SLOW LOOP-女孩的釣魚慢活-（職員、女子）
- 青之蘆葦（玉野佐和）
- 骸骨騎士大人異世界冒險中（妖精）
- RPG不動產（貓亞人）
- 社畜想被幼女幽靈療癒。（店員）
- 繼母的拖油瓶是我的前女友（接待、群眾）
- 歌之王子殿下 真愛Starlish Tours ～旅途的開始～（妹妹）
- 足球風雲 Goal to the Future（黑川〈幼年〉）
- SPY×FAMILY間諜家家酒（莫妮卡·馬克布萊德）
- 夫婦以上，戀人未滿（女學生A）
- 因為是反派大小姐所以養了魔王（學生）
- POP TEAM EPIC 第2期（小孩B）
- 書蟲公主（侍女）

2023年
- 冰屬性男子與無表情女子（女孩子）
- 東京喵喵 NEW♡ 第2期（青山的養母）
- 公司的小小前輩（Familys店員）
- AI電子基因（俊樹君）
- 神明選拔
- 柚木家的四兄弟（霧島和歌）
- 星靈感應（木梨）
- 競速 OVERTAKE!（化妝師）
- 魔法使的新娘 SEASON2（學生）
- 16bit的感動 ANOTHER LAYER（小辣妹招待B）

2024年
- 魔法科高中的劣等生 第3期（自行車部女子）
- 格鬥實況（女粉絲）
- 黑執事 寄宿學校篇（觀眾）
- 終末的火車前往何方？（烏萊茲民、店員、女性）
- 這個世界漏洞百出（貓、小孩）
- 曾經、魔法少女和邪惡相互為敵。（小孩B）
- 異世界失格（孤兒院的小孩們）
- BLUE LOCK 藍色監獄 VS. U-20 JAPAN（學生）
- 成為名留歷史的壞女人吧（女學生）
- 去參加聯誼，卻發現完全沒有女生在場
- 恰如細語般的戀歌（LIVE觀眾）

2025年
- 吸吸吸吸吸血鬼（萬喬普）
- 群花綻放、彷如修羅（學生）
- Re:從零開始的異世界生活 3rd season（新娘）
- 男女之間存在純友情嗎？（不，不存在！）（女学生A）
- 搖滾樂是淑女的嗜好（女學生）

### 劇場版動畫
- 劇場總集篇 SSSS.GRIDMAN（2023年）

### 遊戲
- 黑騎士與白之魔王（2019年，柴郡貓[6]）
- （2021年，凛[7]）
- 夢幻之星Online2 es（2021年，[8]）
- 問答RPG 魔法使與黑貓維茲（2022年）